# 베른트 카넨베르크
베른하르트 "베른트" 카넨베르크(독일어: Bernhard "Bernd" Kanenberg, 1942년 8월 20일 ~ 2021년 1월 13일)는 독일의 전직 육상 선수로 1972년 하계 올림픽 50km 경보에서 금메달을 획득했다. 그는 1972년과 1976년 올림픽에서 20km 경보에도 참가했지만, 결승에 진출하지 못했다. 1972년에 카넨베르크는 4시간 이내에 50km를 걸은 최초의 독일 선수가 되었다. 자신의 경력 동안 그는 5개의 세계 기록을 세웠다.
카넨베르크는 전문 군인이었고, 독일 바렌도르프 독일 연방군의 스포츠 학교에서 훈련했다. 현역에서 은퇴한후, 그는 독일 경보 대표팀 코치로 일했다.

## 참조
1. ↑  베른트 카넨베르크[깨진 링크(과거 내용 찾기)]. sports-reference.com